# InnoTrans

Logo

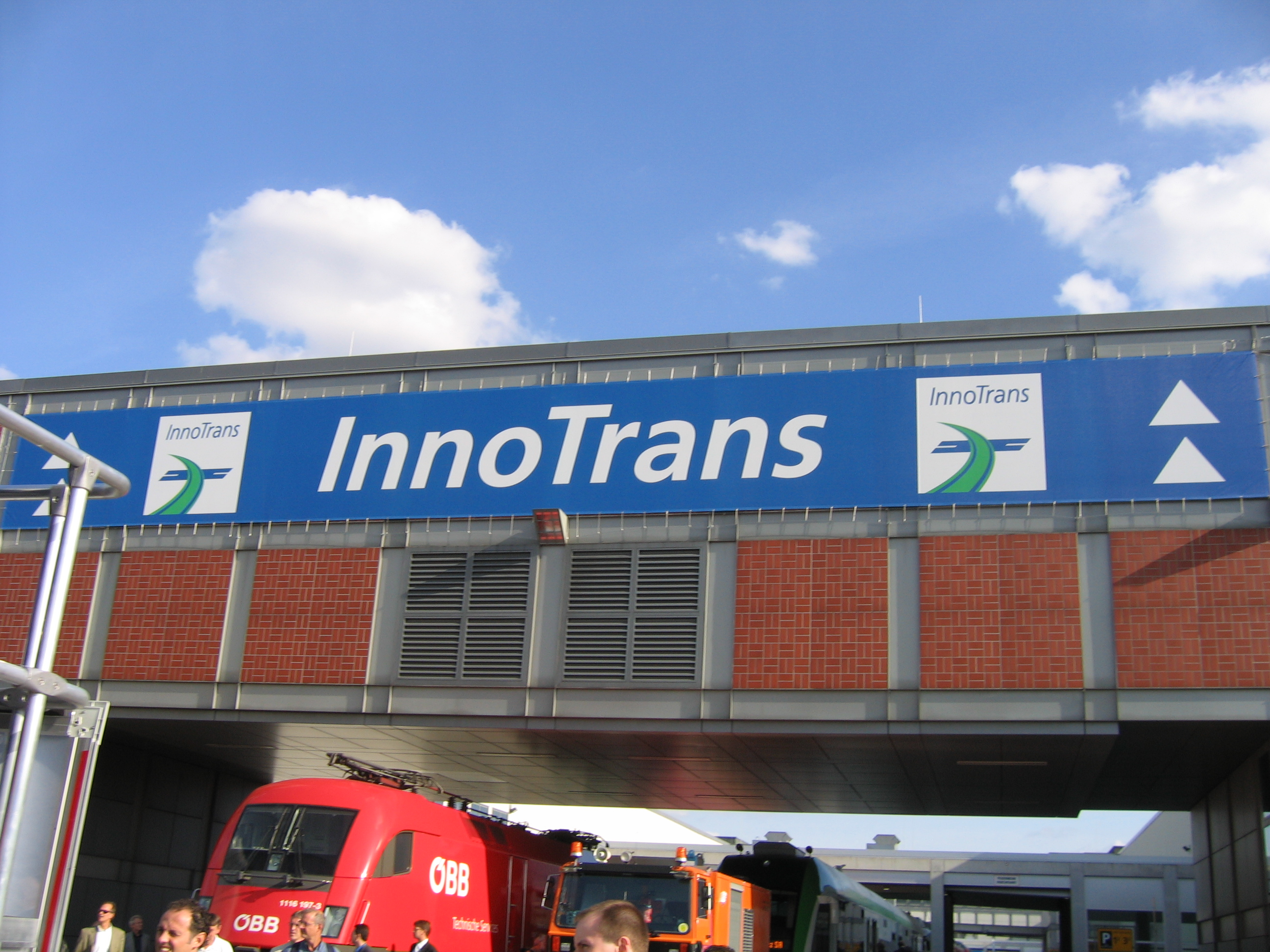
InnoTrans-Freigelände mit Hallenübergang (2006)

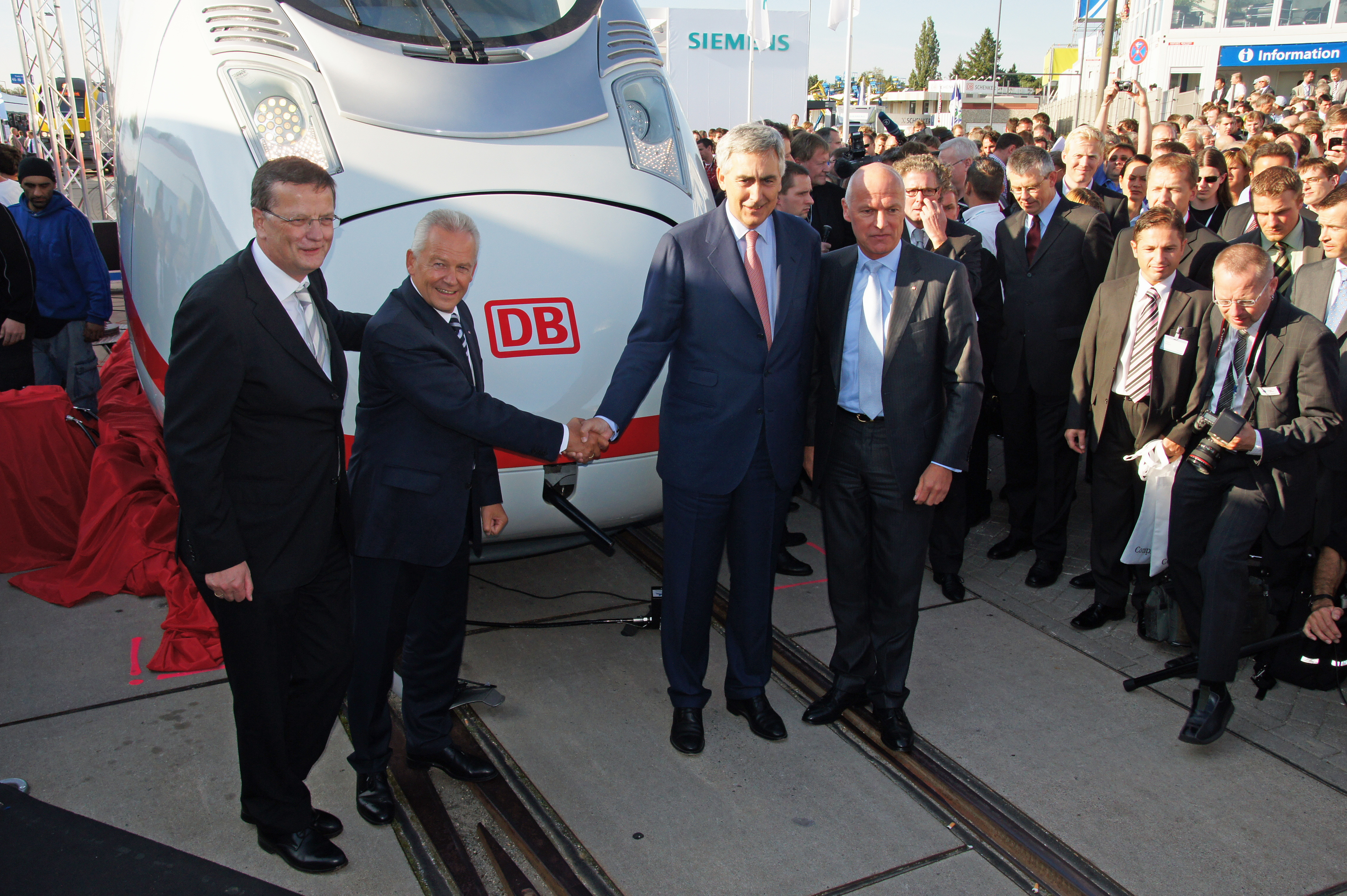
Präsentation des Velaro D durch Rüdiger Grube, Peter Löscher u. a. auf der InnoTrans 2010

Die InnoTrans ist eine seit 1996 alle zwei Jahre im September auf dem Messegelände Berlin stattfindende internationale Fachmesse für Bahn- und Verkehrstechnik. Die Innotrans 2024 fand zwischen dem 24. und 27. September statt.
Die 15. InnoTrans 2026 soll vom 22. bis 25. September 2026 stattfinden.

## Geschichte und Schwerpunkte
Die Messe hat sich seit ihrer Gründung zur größten und bedeutendsten Fachmesse in der Schienenverkehrstechnik entwickelt und gilt somit als Leitmesse für diese Branche. Die Messe beschäftigt sich hauptsächlich mit spurgebundenen Fahrzeugen für Personen- und Güterverkehr sowie deren Baugruppen und Komponenten. Hinzu kommen diverse Aussteller für Fahrzeug-Ausstattung.
Ein weiterer Themenschwerpunkt ist die Infrastruktur und Fahrwegtechnik. Inzwischen finden sich vermehrt Aussteller auch zu Tunnelbautechnik. Des Weiteren sind Hersteller für stationäre Einrichtungen und Fahrgastinformationssystemen zu finden. Dritter Schwerpunkt sind die Informationstechnologien und das Verkehrsmanagement sowie alle weiteren sinnverwandten Dienstleistungen.
Die erste InnoTrans wurde am 15. Oktober 1996 eröffnet, 172 Unternehmen waren vertreten. Bereits zur zweiten InnoTrans im Jahr 1998 konnte die Messe Berlin eine 800 Meter lange Gleisharfe auf dem Messegelände bereitstellen, gleichzeitig fand die Eurailspeed mit einer weiteren Fahrzeugausstellung am Bahnhof Berlin-Grunewald statt. Mit der InnoTrans 2006 wurden separate Ausstellungsbereiche für die Themen Railway Technology, Railway Infrastructure, Public Transport, Tunnel Construction und Interiors eingerichtet sowie der Career Point als Anlaufstelle für Nachwuchskräfte.
Die InnoTrans im Jahr 2008 fand vom 23. bis 26. September 2008 statt. Mit 1.912 Ausstellern (rund 20 % mehr als 2006) aus 42 Ländern, 150.000 Quadratmetern Hallenfläche (gegenüber 2006: 50 % mehr) und 91 Fahrzeugen auf 3.500 Meter Gleisanlagen wurden neue Rekorde erzielt. Gezählt wurden auch rund 25 % mehr Fachbesucher, insgesamt mehr als 80.000 aus über hundert Staaten. Der Umfang der auf der Messe unterschriebenen Verträge liegt bei mehr als zwei Milliarden Euro. Es fanden mehrere Fachtagungen und Kongresse anlässlich der InnoTrans statt. Die Publikumstage folgten am 27. und 28. September.
Für die InnoTrans 2010 gab es wiederum einen neuen Rekord von über 100.000 Fachbesuchern aus 100 Ländern, 2242 Aussteller aus 45 Ländern, die erstmals das gesamte Messegelände ausfüllten. Auf dem Freigelände wurden 121 Fahrzeuge auf 3500 m Gleis präsentiert.
Aufgrund des starken Zuspruchs im Bereich ÖPNV wurde ein Ableger Public Transport Interiors geplant; nachdem die eigenständige Messe für 2011 verschoben wurde, gab es erstmals auf der Innotrans 2012 ein eigenständiges „Public Transport und Interiors Hallenforum“, das neben einer Lieferantenschau eine Serie von Multimedia-Präsentationen zu neuen Designkonzepten bot. Für die InnoTrans 2012 hatten sich 2450 Aussteller aus 47 Ländern angemeldet. Zur InnoTrans 2012 waren erstmals alle Messehallen und das Freigelände komplett belegt. Es wurden 104 Weltpremieren vorgestellt und Geschäftsabschlüsse in Höhe von 1,8 Milliarden Euro bekanntgegeben.
Die zehnte InnoTrans im Jahr 2014 fand vom 23. bis 26. September statt. Die Publikumstage am 27. und 28. September besuchten rund 15.000 Interessierte. Erstmals wurde die neue Messehalle CityCube mit 12.000 m² zusätzlicher Ausstellungsfläche genutzt.
Im Jahr 2016 fand die InnoTrans vom 20. bis 23. September 2016 statt. Erstmals gab es Präsentationsflächen für Busse, an die sich ein 500 Meter langer Rundlauf anschloss, auf dem die Möglichkeit der Vorführung bestand.
Die InnoTrans 2020 sollte vom 22. bis 25. September 2020 stattfinden, wurde aufgrund der COVID-19-Pandemie in Deutschland erst auf den April 2021 verschoben, dann komplett abgesagt. Die InnoTrans 2022 fand vom 20. bis zum 23. September statt.
Die InnoTrans 2024 fand vom 24. bis 27. September 2024 statt. Mit rund 170.000 Besuchern aus 133 Ländern sowie 2940 Ausstellern (aus 59 Ländern) wurden neue Rekorde aufgestellt.
Die InnoTrans 2026 soll vom 22. bis 25. September 2026 stattfinden.
Am 30. Juni 2025 kündigte die Messe Berlin die InnoTrans Asia, eine erstmalig vom 7. bis 9. September 2027 auf dem Gelände der Singapore Expo ausgetragene und speziell auf den asiatischen Markt ausgerichtete Veranstaltung an und unterzeichnete ein Memorandum of Understanding mit dem Singapore Tourism Board.

## Zielgruppen und Publikumstage
Die Hauptzielgruppe bilden die Verkehrsunternehmen und Hersteller von Verkehrstechnik. Daneben zielt die Messe auf Bauunternehmer, Wissenschaftler sowie eine umfangreiche Medienberichterstattung ab.
An den InnoTrans-Publikumstagen, die jeweils am Wochenende nach der InnoTrans-Messe stattfanden, bekam die Öffentlichkeit für einen geringen Eintrittspreis (bis 2008 kostenlos, 2010: 2 Euro, ab 2012: 2,50 Euro, ab 2016: 3,00 Euro) Zutritt zum Freigelände mit dem Fahrzeugpark der Messe. Die Publikumstage am Wochenende wurden dabei von einem Unterhaltungsprogramm begleitet.
Die Publikumstage finden seit der InnoTrans 2018 unter der Begründung von Platzmangel und nicht ausreichenden logistischen Möglichkeiten nicht mehr statt.

## Daten
Die folgenden Angaben stammen von der Messe Berlin GmbH.
| Jahr | Aussteller                                          | Aussteller aus dem Ausland                          | Fachbesucher                                        | Fachbesucher aus dem Ausland                        | Ausstellungsfläche                                                        | Besucher Publikumstage                              |
| ---- | --------------------------------------------------- | --------------------------------------------------- | --------------------------------------------------- | --------------------------------------------------- | ------------------------------------------------------------------------- | --------------------------------------------------- |
| 1996 | 172                                                 | 21                                                  | 6.376                                               | 829                                                 | 4.524 m² (netto)                                                          |                                                     |
| 1998 | 403                                                 | 100                                                 | 13.164                                              | 3.278                                               | 10.534 m² (netto)                                                         |                                                     |
| 2000 | 826                                                 | 268                                                 | 23.909                                              | 4.662                                               | 22.179 m² (netto)                                                         |                                                     |
| 2002 | 1.047                                               | 419 aus 30 Ländern                                  | 35.686                                              | 9.385                                               | 29.469 m² (netto)                                                         | 30.000                                              |
| 2004 | 1.369                                               | 630 aus 35 Ländern                                  | 44.968                                              | 14.300                                              | 40.468 m² (netto, Gleisanlagen: 1868 laufende Meter)                      | 21.000                                              |
| 2006 | 1.603                                               | 785 aus 40 Ländern                                  | 64.422                                              | 25.769 aus 90 Ländern                               | 50.591 m² (netto, Gleisanlagen: 1868 laufende Meter)                      | 25.000                                              |
| 2008 | 1.914                                               | 995 aus 41 Ländern                                  | 85.592                                              | 39.816 aus 100 Ländern                              | 132.909 m² (brutto, Gleisanlagen: 2923 laufende Meter)                    | 25.000                                              |
| 2010 | 2.242                                               | aus 45 Ländern                                      | 106.612                                             | 53.936 aus 110 Ländern                              | 81.000 m² (netto, Gleisanlagen: 3500 laufende Meter)                      | rund 14.000                                         |
| 2012 | 2.515                                               | aus 49 Ländern                                      | 126.110                                             | 62.603                                              | 94.608 m² (netto), 180.000 m² (brutto), Gleisanlagen: 3500 laufende Meter | knapp 20.000                                        |
| 2014 | 2.761                                               | 1.669 aus 55 Ländern                                | 133.595                                             | 71.899                                              | 102.843 m² (netto)                                                        | rund 15.000                                         |
| 2016 | 2.955                                               | 1.843 aus 60 Ländern                                | 144.470                                             | 75.401                                              | 200.000 m² (brutto), Gleisanlagen: 3500 laufende Meter                    | rund 16.000                                         |
| 2018 | 3.062                                               | 1.868 aus 61 Ländern                                | 153.421                                             | aus 149 Ländern                                     | 111.984 m² (netto), Gleisanlage: 3500 laufende Meter                      | rund 12.000                                         |
| 2020 | Wegen der COVID-19-Pandemie in Deutschland abgesagt | Wegen der COVID-19-Pandemie in Deutschland abgesagt | Wegen der COVID-19-Pandemie in Deutschland abgesagt | Wegen der COVID-19-Pandemie in Deutschland abgesagt | Wegen der COVID-19-Pandemie in Deutschland abgesagt                       | Wegen der COVID-19-Pandemie in Deutschland abgesagt |
| 2022 | 2.834                                               | aus 56 Ländern                                      | 140.000                                             | aus über 131 Ländern                                | 200.000 m² (brutto), Gleisanlagen: 3500 laufende Meter                    | fanden nicht statt                                  |
| 2024 | 2.940                                               | aus 59 Ländern                                      | 170.000                                             | aus 133 Ländern                                     | 200.000 m² (brutto), Gleisanlagen: 3500 laufende Meter                    | fanden nicht statt                                  |